# Memory Stick
Memory Stick es un formato de tarjeta de memoria, comercializado por Sony, en octubre de 1998.

## Generalidad de memoria
Dentro de dicha familia se incluye la Memory Stick Pro, una versión posterior que permite una mayor capacidad de almacenamiento y velocidades de transferencia de archivos más altas, la Memory Stick Pro Dúo, además de una serie nueva que permite mayor velocidad de lectura y transferencia, Memory Stick Pro-HG Dúo, una versión de menor tamaño que el Memory Stick y la Memory Stick Micro o M2 de tamaño similar a una tarjeta microSD y muy empleada en teléfonos móviles.
En la actualidad diversas empresas han comercializado adaptadores de Memory Stick Pro Duo y Memory Stick que permiten emplear tarjetas de memoria microSD card en los dispositivos diseñados para un Memory Stick.

## Usos
Normalmente, la Memory Stick es utilizada como medio de almacenamiento de información para un dispositivo portátil, de forma que puede ser fácilmente extraída la información o la tarjeta a un ordenador. Por ejemplo, las cámaras digitales de Sony utilizan la tarjeta Memory Stick para guardar imágenes y vídeos. Con un lector de Memory Stick, normalmente una pequeña caja conectada vía USB o alguna otra conexión donde se puede usar un pen de serie, una persona puede transferir las imágenes Stick en cámaras digitales, dispositivos digitales de música, PDAs, teléfonos celulares, la PlayStation Portable (PSP), y en otros dispositivos. Además, la línea de portátiles Sony VAIO lleva mucho tiempo incluyendo ranuras para Memory Stick.
También hay lectores que usan PCMCIA, CompactFlash, lectores floppy de 3½ pulgadas y otros formatos. En términos de compatibilidad, una Memory Stick antigua puede ser usada en lectores MS más recientes (como también puede utilizarse la Memory Stick Duo con un adaptador en lectores más recientes). Aun así, la Memory Stick Pro y la Memory Stick Pro Duo a menudo no son soportados en los lectores antiguos. Incluso, aunque las tarjetas de alta velocidad Pro o Pro Duo puedan trabajar en lectores Pro, las Pro Duo necesitando de un adaptador, su mayor velocidad puede no estar disponible. 
El Memory Stick original estaba disponible con capacidades de hasta 128 MB, y una versión más pequeña, la Memory Stick Select, que permite tener dos núcleos de 128 MB en una misma tarjeta. La Memory Stick Pro tiene un máximo de memoria de 32 GB de acuerdo con Sony, con tamaños que van hasta los 8 GB disponibles para 2006 y para 2008 los de 16 GB.
Se puede comprar un adaptador para las Memory Stick Pro Duo, y poder insertarla en una ranura de Memory Stick Duo. No confundir este adaptador con los adaptadores de Memory Stick y Memory Stick Pro Duo que permiten insertar tarjetas de memoria microSD card en los dispositivos Sony diseñados para Memory Stick.

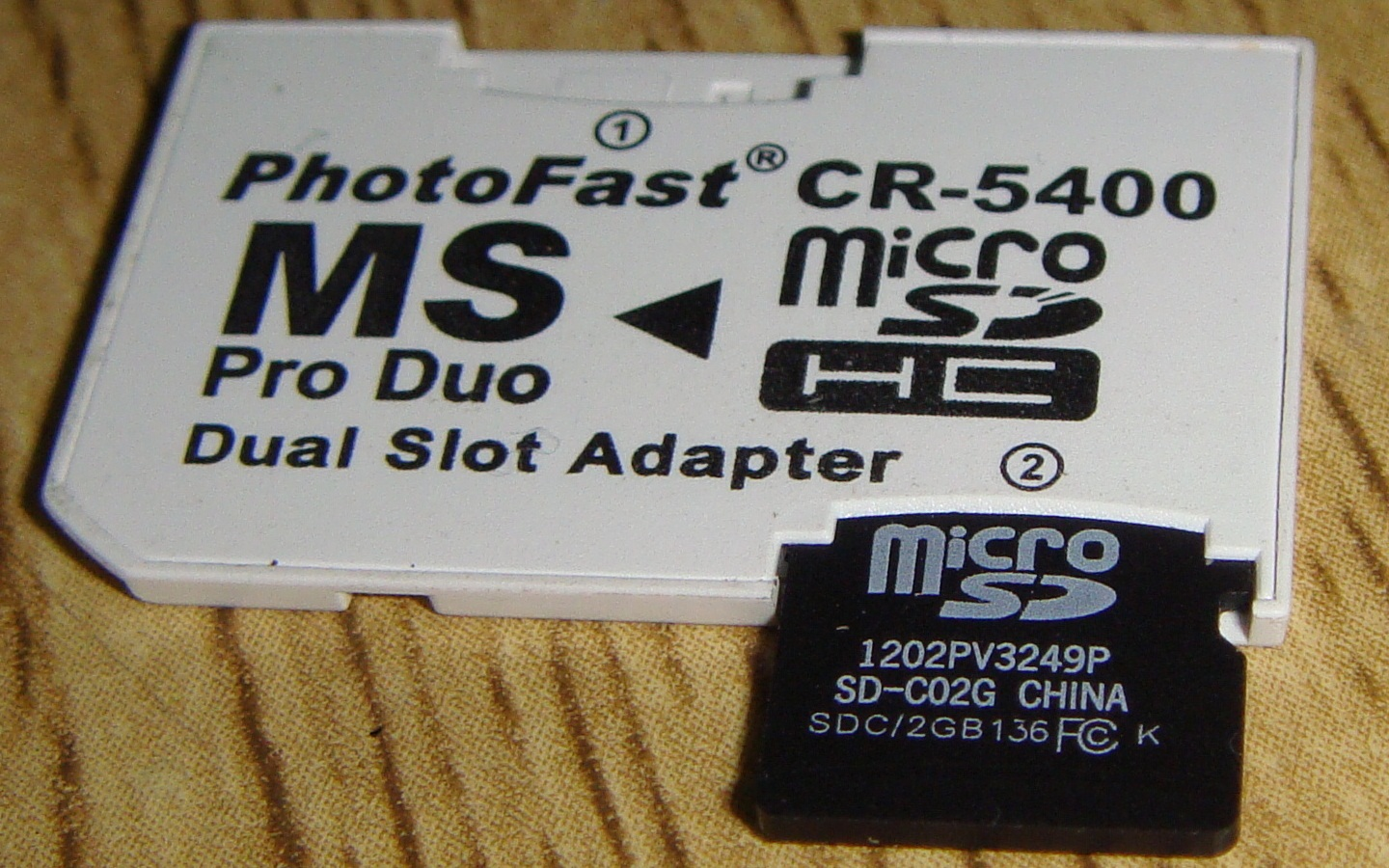
Adaptador de Micro SD a Memory Stick Pro Duo de doble ranura.

Sony ha comercializado también la Memory Stick Micro o Memory Stick M2, de tamaño muy reducido similar a una microSD card, pensado para teléfonos móviles. Los Sony Ericsson más recientes llevan un lector de tarjetas de este formato para el cual también hay adaptadores a Memory Stick Pro.
La Memory Stick para muchos es asociada sólo con la marca propietaria Sony, ya que la gran mayoría de dispositivos portátiles de esta la han utilizado durante mucho tiempo. Aun así, los únicos fabricantes relevantes que producen la Memory Stick son SanDisk y Lexar. A pesar de ser propiedad de una marca en especial o debido al apoyo obstinado de parte de Sony para el formato, la Memory Stick ha sobrevivido más que otros formatos de memoria flash de otras marcas, y su longevidad es sólo comparable a la del CompactFlash y la del Secure Digital.

## Formatos
La Memory Stick incluye un amplio rango de formatos actuales, incluyendo dos factores de forma diferentes.
La Memory Stick original era aproximadamente del tamaño y espesor de una goma de mascar y venía con capacidades de 4 MB hasta 128 MB. Después Sony introdujo Memory Stick PRO Duo, de más capacidad que la Memory Stick normal, llegando a tener entre 4 y 32 GB .
Recientemente, se ha anunciado información donde Sony lanzará al mercado Memory Stick's PRO Duo de 64 GB y 2 TB,[cita requerida] siendo esta última una auténtica revolución. Aún sin muchos detalles concretos respecto a la compatibilidad de estas tarjetas, se cree que ambas serán funcionales con diversos dispositivos de la gama de Sony que ya hacen uso de este formato de tarjetas de almacenamiento de datos.

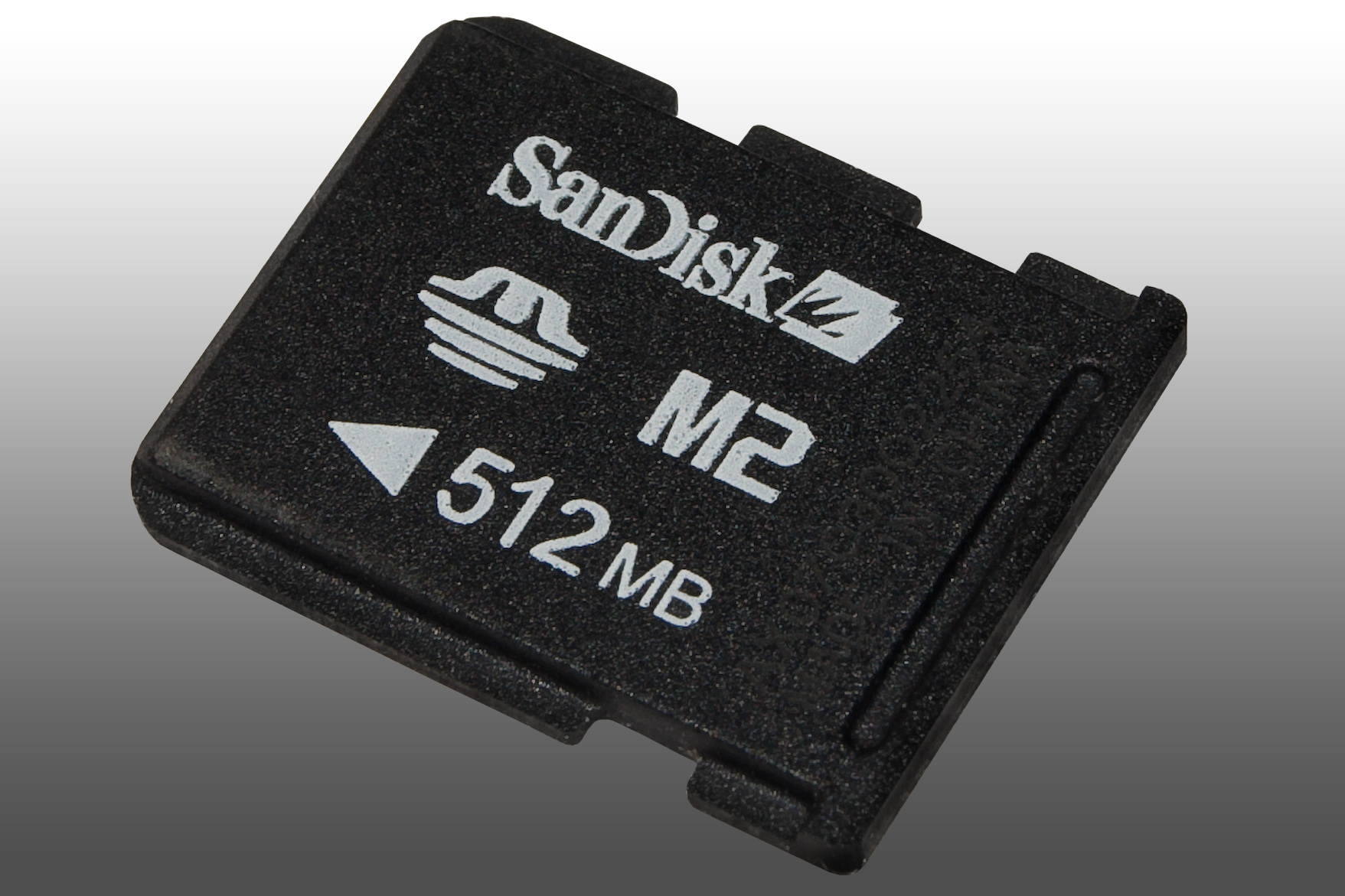
Memory Stick Micro.

Características de Sony Memory Stick Pro Duo 4 GB:
- Memoria: memoria flash
- Capacidad de grabación: 3890 MB
- Interfaz serie: sí
- Interfaz paralela (4 patillas): sí
- Corriente de funcionamiento con transferencia en serie (mA): 65 máx.
- Corriente de funcionamiento con transferencia en paralelo (mA): 100 máx.
- Corriente de reserva (µA); 1,5 máx.
- Velocidad de transferencia con transferencia en paralelo (Mbit/s): 160.0
- Velocidad mínima de escritura únicamente para dispositivos compatibles con Memory Stick Pro: 15,0 Mbit/s
- Temperatura ambiente (grados C): -25 °C (mínima) y 85 °C (máxima).
- Dimensiones: 31 x 20 x 1,6 mm (Anchura x Altura x Profundidad)
- Peso: 2,0 g

- Datos: Q733906
- Multimedia: Memory Stick / Q733906